# BA CityFlyer
BA CityFlyer est une compagnie aérienne britannique fondée en 2007 à Manchester. Filiale à 100 % de British Airways, elle opère depuis sa base à l’aéroport de Londres City vers des destinations au Royaume-Uni et en Europe. Ces avions portent les couleurs et numéros de vol de sa maison-mère. Elle a transporté près de 1,2 million de passagers en 2012.

## Histoire

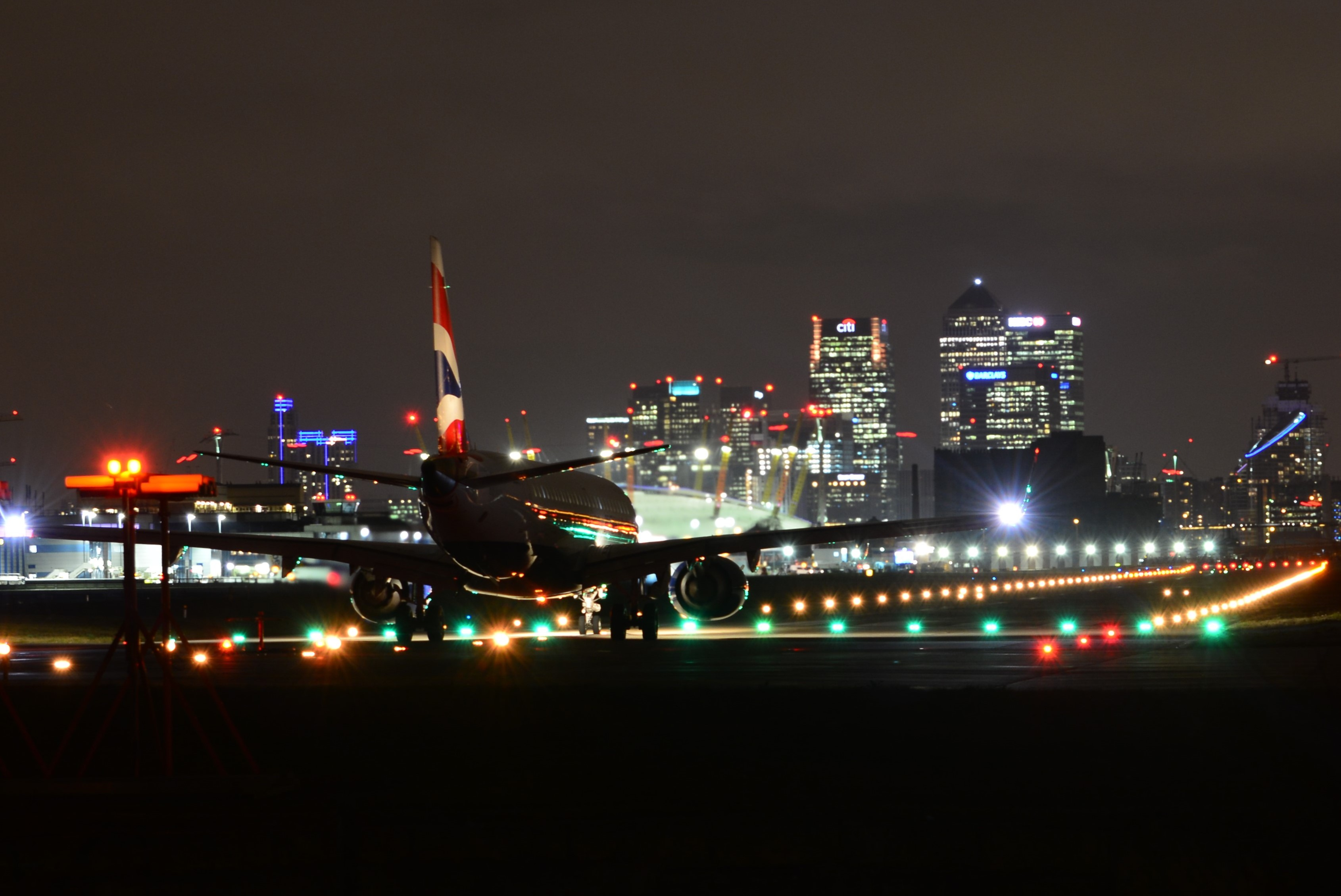
Embraer 190SR de BA CityFlyer sur la piste de l'aéroport de London-City

Quand British Airways vend sa filiale BA Connect à Flybe en 2007, elle n’inclut pas les opérations à Londres City, où sont basés dix Avro RJ85. Ils seront utilisés pour ressusciter CityFlyer Express, une compagnie achetée en 1999 et intégrée deux ans plus tard dans le programme de BA à Gatwick. BA CityFlyer est officiellement formée le 5 mars 2007. Onze Embraer sont commandés en 2008 pour moderniser sa flotte.
En février 2016, British Airways annonce qu'elle débutera ses opérations par BA CityFlyer au départ de l'aéroport de Londres-Stansted vers le sud de l'Europe pendant la saison été 2016.
En février 2017, BA CityFlyer annonce l'ouverture des lignes au départ des aéroports de Manchester, Birmingham et Bristol pour la saison été 2017. En octobre 2018, elle annonce la terminaison des lignes saisonnières depuis Birmingham et Bristol vers la Méditerranée.
Le 31 mars 2020, en pleine crise du COVID-19, British Airways arrête les opérations de BA CityFlyer à l'aéroport de Londres-City pour une durée indéterminée.

## Flotte

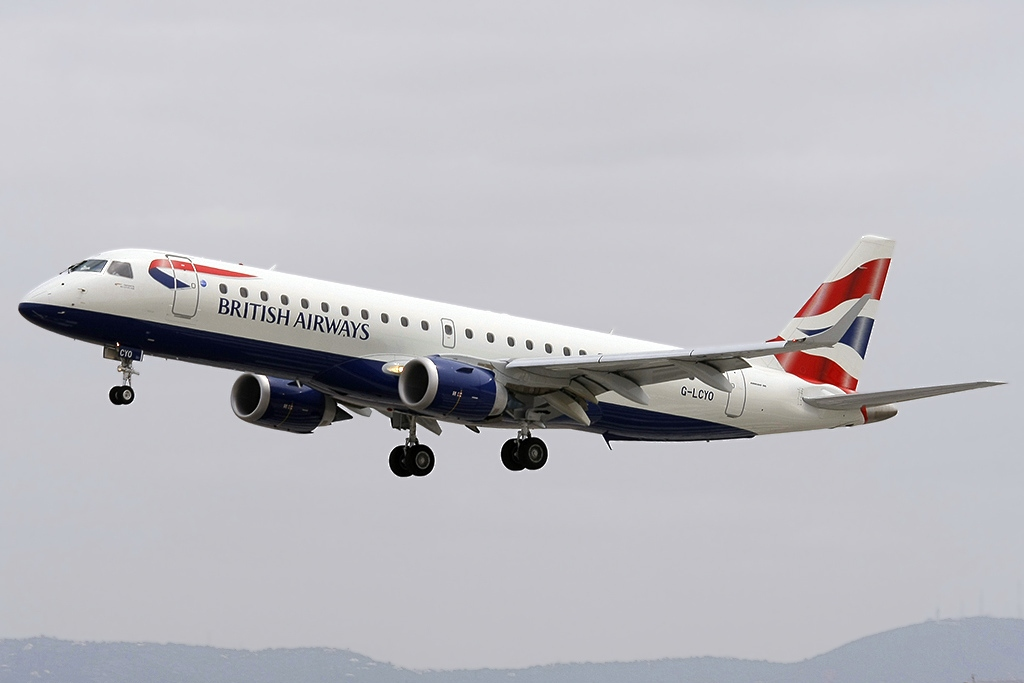
Embraer 190 de BA City Flyer

En février 2024, BA CityFlyer opère la flotte suivante :
| Appareils   | En flotte | En commande | Configurations | Configurations | Configurations | Configurations | Configurations | Commentaires     |
| Appareils   | En flotte | En commande | P              | A              | EP             | E              | Total          | Commentaires     |
| ----------- | --------- | ----------- | -------------- | -------------- | -------------- | -------------- | -------------- | ---------------- |
| Embraer 190 | 20        | 0           | —              | var.           | —              | var.           | 98             | 20 Embraer 190SR |
| Total       | 20        | 0           |                |                |                |                |                |                  |